# シャトーヌフ＝シュル＝シェール
シャトーヌフ＝シュル＝シェール （Châteauneuf-sur-Cher）は、フランス、サントル＝ヴァル・ド・ロワール地域圏、シェール県のコミューン。

## 歴史
1038年、デオル＝シャトールー領主は、神の休戦（fr）を望むブールジュ大司教エーモン・ド・ブルボン率いる軍を打ち負かした。
1183年8月10日、傭兵の首領レーモン・ブランはシャトーヌフ＝シュル＝シェールで死んだ。
1569年、カトリック教徒と新教徒との間で激しい衝突が起きた。古いシャトーヌフの教会は焼かれた。聖ピエールに捧げられた新しい教会が建てられ、1588年4月6日、ブールジュ司教ルノー・ド・ボーヌによって献堂された。祭壇には聖クレマン、聖ジャック、聖サンフォリアンの聖遺物が含まれている。
教区はもともと、シャトーヌフの城が建設されるまでマリニーに位置していた。城は魅力の柱となっている。
フランス革命時代、モンターニュ＝シュル＝シェール（Montagne-sur-Cher）と改名させられていた。

## 人口統計
| 1962年 | 1968年 | 1975年 | 1982年 | 1990年 | 1999年 | 2006年 | 2014年 |
| ------ | ------ | ------ | ------ | ------ | ------ | ------ | ------ |
| 1865   | 1783   | 1722   | 1657   | 1645   | 1614   | 1535   | 1468   |

参照元:1962年から1999年までは複数コミューンに住所登録をする者の重複分を除いたもの。それ以降は当該コミューンの人口統計によるもの。1999年までEHESS/Cassini、2006年以降INSEE。

## 史跡
- ノートル・ダム・デザンファンのバシリカ - 1880年代建設[7]。歴史的記念物[8]。
- 城 - 11世紀建設のダンジョンを持つ、15世紀の建物。歴史的記念物[9]。

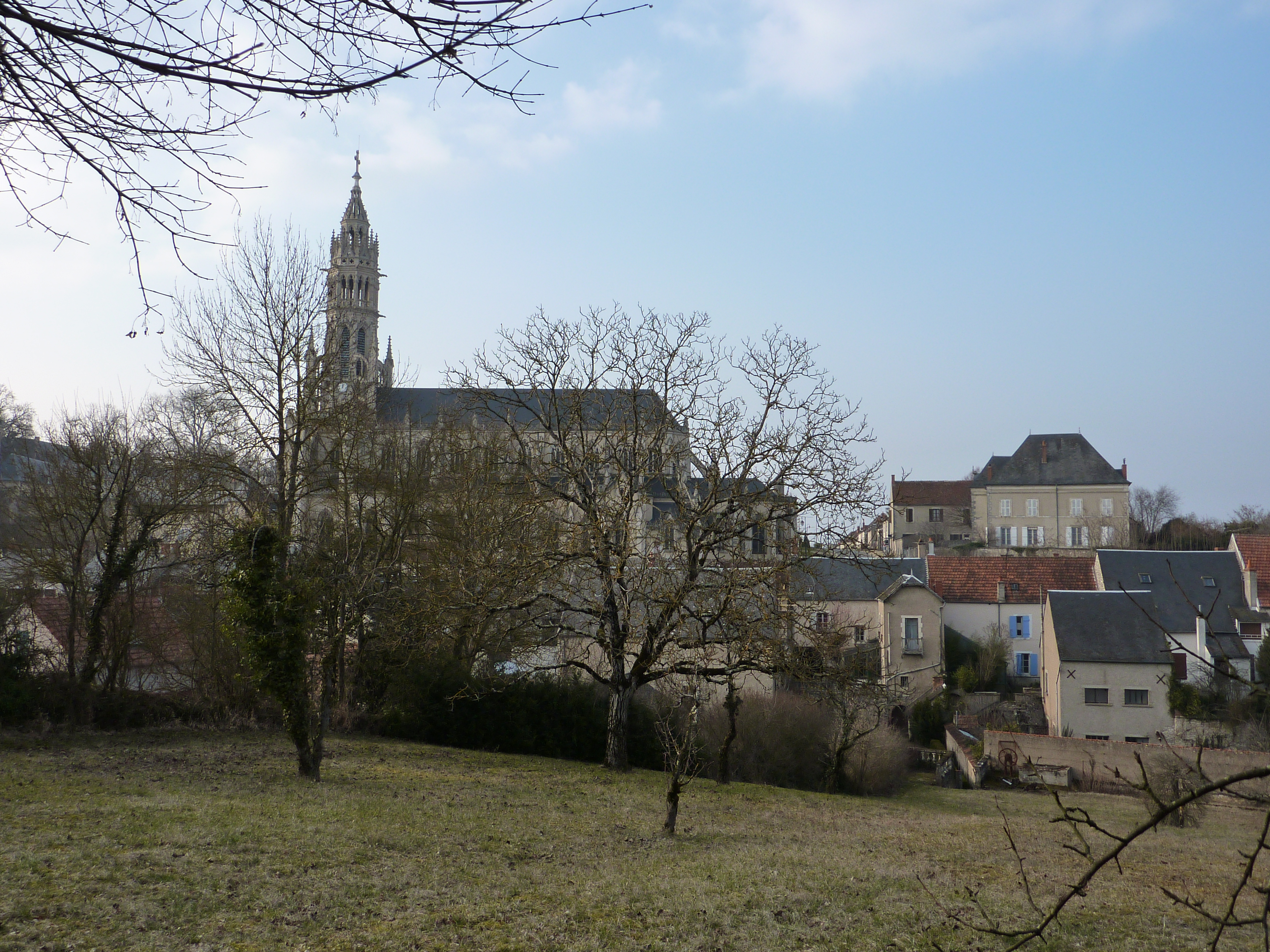
バシリカ
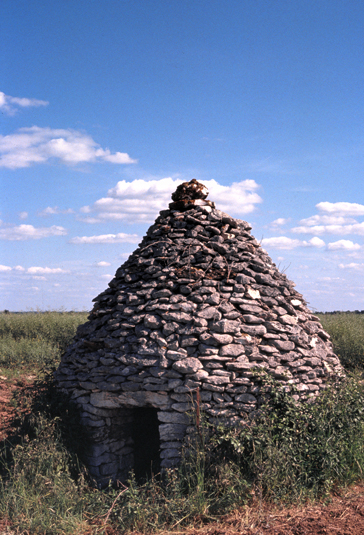
石を積み上げてつくった小屋
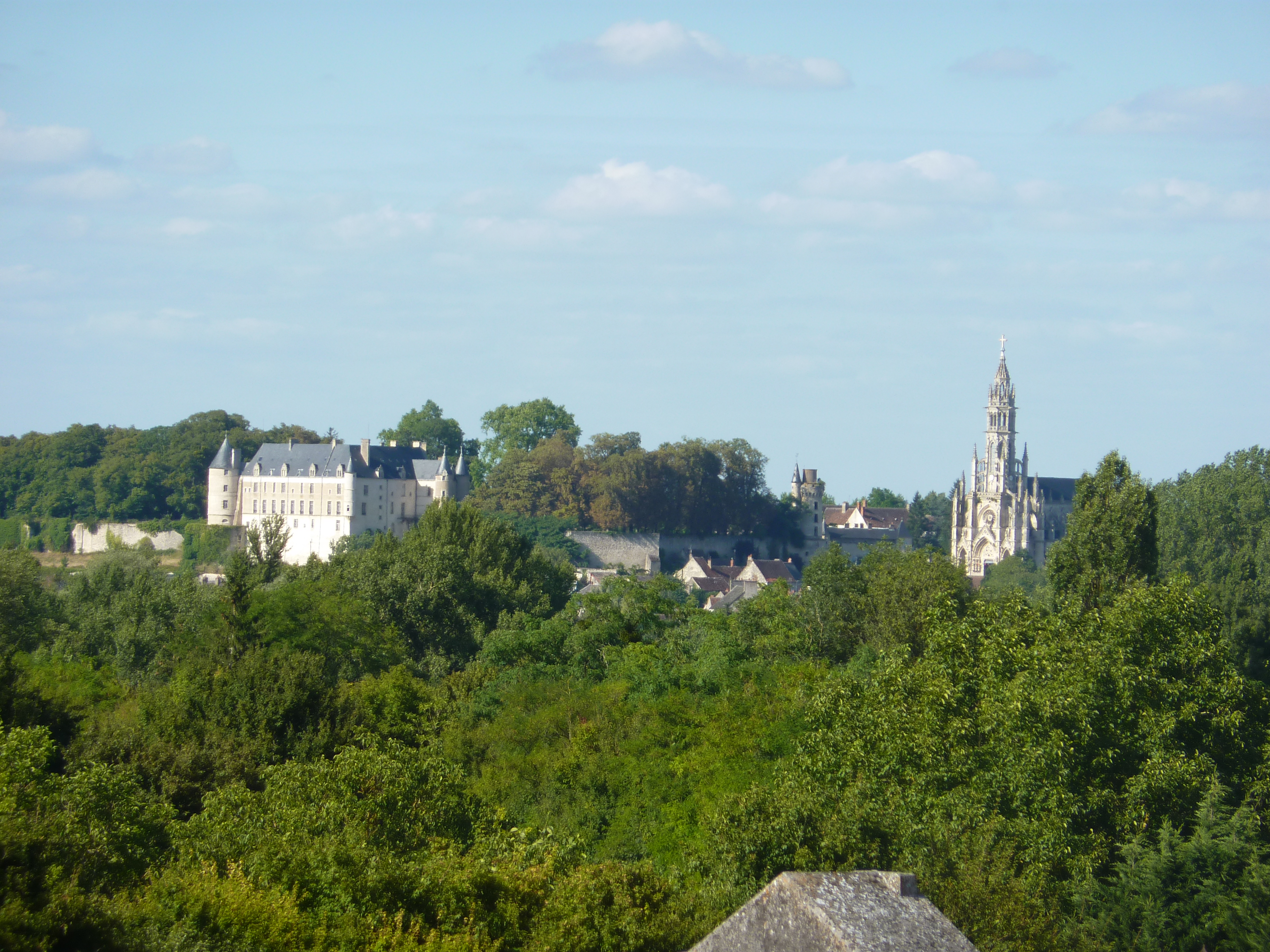
城